# Джошуа Пім
Доктор Джошуа Пім (20 травня 1869 — 15 квітня 1942) — ірландський лікар і тенісист, був першою ракеткою світу. Перемагав на Вімблдоні двічі поспіль — у 1893 і 1894 роках.

## Біографія
Джошуа «Джош» Пім народився 20 травня 1869 року в ірландському містечку Віклоу. Походив зі знаменитої сім'ї квакерів, яка була засновницею фірми Pimm's — виробника крюшону. Мав брата, Вільяма, і двох сестер, Джордджину і С'юзан.
Пім закінчив Королівський хірургічний коледж Ірландії і Королівський медичний коледж у Лондоні, працював медичним офіцером 42 роки.
Тривалий час жив у містечку Дун-Леоре, а після одруження переїхав до міста Кілні. Мав сина і трьох дочок. Був хорошим плавцем і гольфістом.
Помер у своєму домі 15 квітня 1942 року.

## Кар'єра
Джошуа Пім був членом Ленсдаунського клубу, тоді відомого як Всеірландський клуб лаун-тенісу, де його тренував Томас Берк. Перший тенісний тріумф Піма відбувся у 1890 році, коли він виграв Вімблдон у парному розряді (разом з Френком Стокером, братом письменника Брема Стокера). В одиночному розряді на Вімблдоні він дійшов до півфіналу, де програв Віллабі Гамільтону. Наступні два роки — у 1891 і 1892 — виходив до фіналу, де програвав англійцю Вілфреду Бедделі. У 1893 році він нарешті виграв Вімблдон — як в одиночному, так і в парному розрядах (разом із Френком Стокером). У 1894 році змагався більше в Америці, ніж в Англії. У 1896 році Вімблдон виграв Гарольд Махоні, у той час, поки Пім зосередився на своїй медичній кар'єрі.
У 1902 році був учасником збірної Великої Британії у грі Кубка Девіса проти збірної США. Він програв обидва свої одиночні матчі, а Британія програла США із рахунком 2-3. Після цього Пім остаточно закінчив спортивну кар'єру.

## Фінали турнірів Великого шолома

### Одиночний розряд

#### Перемоги
| Рік  | Турнір   | Суперник у фіналі | Рахунок у фіналі   |
| 1893 | Вімблдон | Вілфред Бедделі   | 3-6, 6-1, 6-3, 6-2 |
| 1894 | Вімблдон | Вілфред Бедделі   | 10-8, 6-2, 8-6     |

#### Поразки
| Рік  | Турнір   | Суперник у фіналі | Рахунок у фіналі   |
| 1891 | Вімблдон | Вілфред Бедделі   | 6-4, 1-6, 7-5, 6-0 |
| 1892 | Вімблдон | Вілфред Бедделі   | 4-6, 6-3, 6-3, 6-2 |

### Парний розряд

#### Перемоги
| Рік  | Турнір   | Партнер      | Суперник у фіналі           | Рахунок у фіналі        |
| 1890 | Вімблдон | Френк Стокер | Ернест Льюїс Джордж Гільярд | 6-0, 7-5, 6-4.          |
| 1893 | Вімблдон | Френк Стокер | Ернест Льюїс Гарольд Барлоу | 4-6, 6-3, 6-1, 2-6, 6-0 |

#### Поразки
| Рік  | Турнір   | Партнер      | Суперник у фіналі               | Рахунок у фіналі   |
| 1892 | Вімблдон | Френк Стокер | Вілфред Бедделі Герберт Бедделі | 6-4, 2-6, 6-8, 4-6 |